# Фейербах, Людвиг Андреас
Лю́двиг Андре́ас фон Фе́йербах (нем. Ludwig Andreas von Feuerbach; 28 июля 1804, Ландсхут, Курфюршество Бавария — 13 сентября 1872, Нюрнберг, Королевство Бавария, Германская империя) — немецкий философ-материалист.
В отношении религии был атеистом. Сын криминолога, специалиста по уголовному праву Пауля Йоханна Ансельма фон Фейербаха. В период его академической деятельности лекции Фейербаха слушал студент Карл Маркс, в самый поздний период жизни Фейербах сам встал на сторону марксизма. Историками философии иногда называется «оптимистичным аналогом» Фридриха Ницше.

## Биография

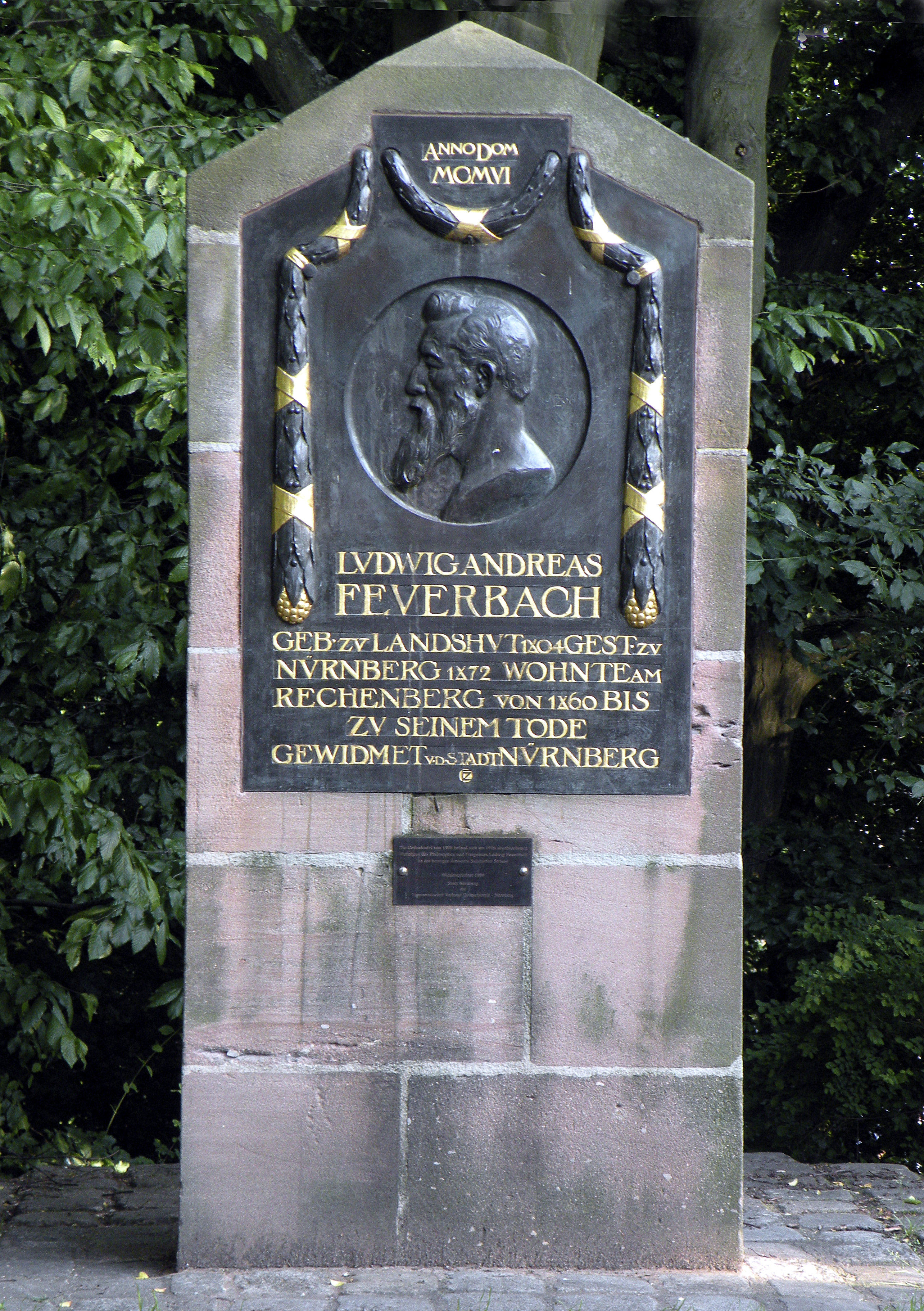
Нюрнберг. Рехенберг. Памятник Фейербаху

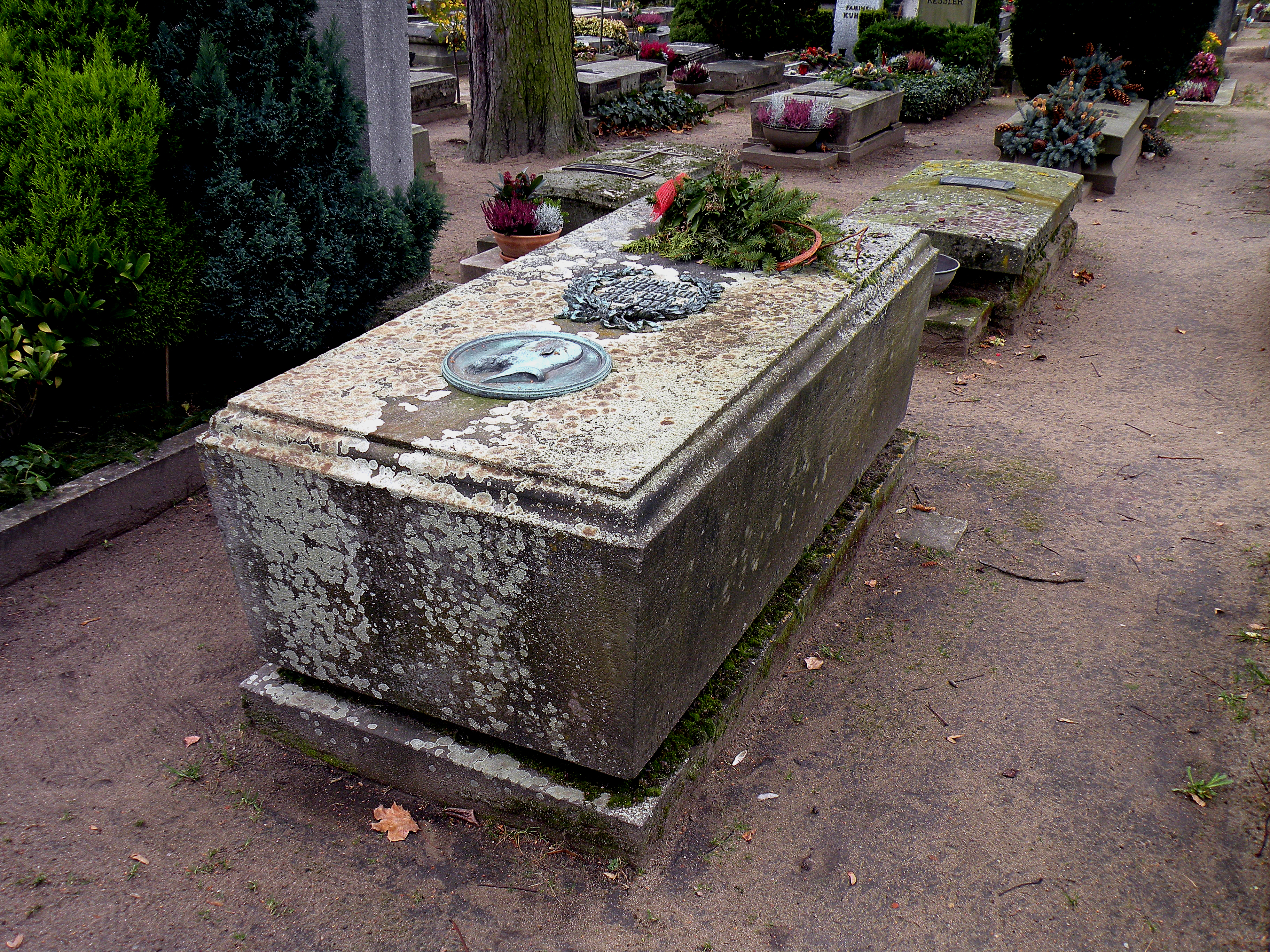
Надгробие Людвига Фейербаха. Нюрнберг. Иоханнесфридхоф

Изучал теологию в Гейдельбергском университете, где одним из его учителей был гегельянец Карл Дауб, благодаря которому воспринял философские идеи Георга Гегеля, а впоследствии слушал лекции самого Гегеля в Берлинском университете. Также учился в Эрлангенском университете, где слушал лекции по естественным наукам. С 1828 года читал лекции в Эрлангенском университете. С 1836 года проживал вблизи Байройта, а затем в Нюрнберге на горе Рехенберг.
Умер в бедности в возрасте 68 лет. Похоронен в Нюрнберге. В настоящее время на месте его жилища разбит парк Рехенберг, установлена массивная глыба в его честь, а также распланирована «Философская тропа» с таблицами, содержащими некоторые из его сентенций.

### Основные работы
Первым значительным произведением Фейербаха была «История новой философии от Бэкона до Спинозы» (1833). Эта книга написана в духе гегелевской философии. В ней уже зарождается вопрос, который всегда всего более интересовал Фейербаха — вопрос об отношении философии к религии. Вторую часть истории философии составило исследование лейбницевской философии (1837), третью часть — характеристика философии Пьера Бейля (1838).
В первых двух исследованиях Фейербах придерживается пантеизма, высоко ценя философию Спинозы. Учение традиционной теологии о бессмертии здесь уже, однако, отвергается им, как и в раннем его анонимном произведении «Мысли о смерти и бессмертии» (1830).
Когда имя автора стало известно, Фейербах навсегда потерял возможность быть профессором. Попытки его друзей доставить ему кафедру были безуспешны. В сочинении о Бейле Фейербах впервые с особенной силой подчеркивает непримиримую противоположность между философией и религией. Он указывает на слепое подчинение авторитету и догме и на веру в чудо как на основания богословия, на свободу разумного исследования и изучение закономерности явлений — как на основания науки и философии. Фейербах тут намечает проблему психогенезиса религиозных догматов как своеобразных метафизических иллюзий человеческого ума.
Эта проблема разрабатывается Фейербахом детально в двух последующих сочинениях: «Философия и христианство» и «Сущность христианства». В позднейших сочинениях «Предварительные положения к философской реформе», «Основы философии будущего», «Сущность религии» и «Чтения о сущности религии» Фейербах в ещё более резкой форме развивает свой сенсуализм, натурализм и антропологизм. Он уже склоняется к материализму («der Mensch ist, was er isst» — «человек есть то, что он ест») и в этом отношении является одним из первых представителей неоматериализма, вышедшего из «крайне левого» гегельянства.
Философские и религиозные идеи Фейербаха оказали глубокое влияние на Маркса, Энгельса и других духовных вождей немецкой социал-демократии.
Научный анализ философии Фейербаха сделан Ф. Энгельсом в книге «Людвиг Фейербах и конец классической немецкой философии» (1888).

### Философские взгляды
И. И. Лапшин писал в Энциклопедическом словаре Брокгауза и Ефрона: 

Философское развитие Фейербаха лучше всего описано им самим: «Бог был моей первой мыслью, разум — второй, человек — третьей и последней. Субъект божества — разум, а субъект разума — человек». От изучения теологии он перешёл к увлечению гегелевской философией, а от неё — к сенсуализму в теории познания и к антропологической точке зрения в религии. Таким образом, он, по меткому замечанию Ланге, пережил последовательно три фазиса философской мысли, которые Конт усматривал в истории всего человечества (теологический, метафизический и позитивный). Мы остановимся лишь на последнем фазисе в развитии Ф. «Истина, действительность, чувственность между собою тождественны… Очевидно только чувственное… Только там, где начинается чувственность, исчезает всякое сомнение и всякий спор». Поэтому чувства и суть органы познания, органы философии. Существование каких-либо всеобщих и необходимых законов или форм чувственности Фейербах отвергает. Гегель в начале «Феноменологии духа» показывает, что чувственность сама по себе не дает никакого общего знания, что все чувственное текуче, единично, неповторяемо, и, следовательно, несказанно — невыразимо словом; он разъясняет, что даже выражения «это — здесь» и «это — теперь» не характеризуют определенного бытия определенной вещи в определенном времени и месте. Фейербах, наоборот, убеждён, что чувственность — единый источник истинного знания. Это неизбежно приводит его к отрицанию существования общих понятий и к признанию истинным единичного, конкретного. Повторяя, таким образом, ошибки сенсуалистов XVIII в., Фейербах не останавливается над подробным исследованием того, как чувственность может сама по себе быть источником знания; в то же время Фейербах вместе с Гегелем глубоко убежден в могуществе разума, в возможности всеобщего и необходимого познания. В этом отношении он очень напоминает Ог. Конта, у которого сенсуализм точно так же уживается с математическим складом ума в духе Декарта, стремящимся к установлению на твердых основах незыблемо достоверного познания. Другая характерная особенность теории познания Фейербаха заключается в его учении о туизме. Для него достоверность бытия определяется не только его доступностью собственному чувству человека, но и его реальностью для другого. «Я познаю тебя раньше пробуждения собственного самосознания. Любовь к другим живым существам, солидарность с ними раскрывают передо мной истинное — реальное бытие: „любовь есть истинное онтологическое доказательство бытия предмета вне нашей мысли — и не существует никакого иного доказательства бытия, кроме любви и ощущения“.» Эта мысль, навеянная, очевидно, Шлейермахером, сближает Фейербаха с новейшими немецкими позитивистами: социальное доказательство реальности внешнего мира у Риля («Philos. Kritizismus», II, 57) и Авенариуса («Der Menschliche Weltbegriff», 1891) напоминает взгляды Фейербаха. В духовном развитии Фейербаха интерес к этике и религиозной проблеме был всегда преобладающим, и эта сторона его философии разработана гораздо полнее, чем вопросы теории познания.

### Этика Фейербаха

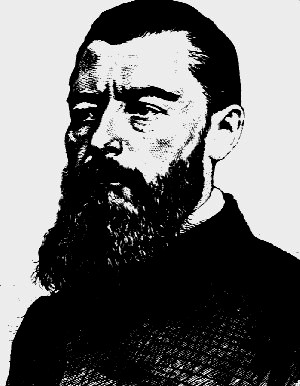

И. И. Лапшин писал в Энциклопедическом словаре Брокгауза и Ефрона: 

В 1820-х годах среди немецких и австрийских философов-идеалистов господствовало мнение, что Кант неопровержимо доказал невозможность общеобязательной этики, построенной на эвдемонистической основе. В этом сходились столь различные мыслители, как Фихте, Гегель и Шопенгауэр. Наиболее видным из немногочисленных защитников эвдемонизма был Бенеке, выпустивший в свет в 1822 году «Grundlegung zur Physik der Sitten»; но эта книга, по-видимому, осталась неизвестной Фейербаху. Между тем, Фейербах сходится с Бенеке в стремлении противопоставить «физику» нравов «метафизике» и развивает эту мысль в ещё более радикальной форме, противопоставляя этику счастья господствующим нравственным учениям. Этика имеет своим объектом человеческую волю; но где нет побуждения, там нет и воли, а где нет побуждения к счастью, там нет и вообще никакого побуждения. «Нравственность без блаженства — это слово без смысла». На вопрос, как наряду со стремлением к личному блаженству в нас возникает прямо противоположное стремление к самоограничению, к служению на благо других, Фейербах даёт следующий ответ: сущность нравственности заключается в блаженстве, но не в блаженстве одиночном, а в многостороннем, распространяющемся на других, ибо «я» неотделимо от «ты». Стремление к счастию предполагает взаимную зависимость людей, заложенную в глубине человеческой природы: это явствует из половой противоположности, в которой «стремление к счастию можно удовлетворить не иначе, как удовлетворив вместе с тем volens nolens, и стремление к счастию другого лица» (Иодль, «Ист. этики», стр. 226) — точка зрения, навеянная Руссо. Мысль о том, что личное стремление к счастью связано со стремлением к счастью других лиц, должна рано сложиться в уме человека: «тумаки его братьев и щипки его сестер научат его тому, что и чужое стремление к счастью вполне законно». Противоположность между склонностью и долгом несомненна и очень важна с нравственной точки зрения, но не абсолютна. Чувство долга естественно вырастает мало-помалу на почве склонностей. Из того, что исполнение долга в конечном счёте ведёт к счастью, ещё не следует, чтобы счастье непосредственно сопровождало исполнение долга. Импульс к счастью и чувство долга — изменчивые факторы: что теперь выполняется против воли, с усилием, с «надрывом», то впоследствии совершается непринужденно, легко. Даже трагическая гибель индивидуума — самопожертвование — может быть связана со счастливым сознанием проистекающего из него блага для других.

### Учение о религии
И. И. Лапшин писал в Энциклопедическом словаре Брокгауза и Ефрона: 

Самую замечательную сторону философии Фейербаха представляет его учение о психогенезисе религиозных миросозерцаний. Это учение навеяно отчасти «Речами о религии» Шлейермахера. Фейербах задаётся целью показать, каким путём в человечестве и в человеке постепенно складывается известное религиозное миросозерцание. Истинно и реально лишь чувственное; сверхчувственного, как некоторой сущности, лежащей вне природы и человеческого сознания, нет. Кантовские постулаты веры — Бог, свобода воли, бессмертие души — Фейербах признает излишними. Он противопоставляет им формулу «довольствуйся данным миром» и склоняется к атеизму и натурализму. В то же время он резко расходится с атеистами XVIII века в понимании психологического и исторического происхождения религии. В XVIII веке у представителей "просвещения "господствовал взгляд, что религия в её исторических формах есть лишь плод невежества и суеверия с одной стороны и сознательной мистификации ради политических целей — с другой. Фейербах противопоставляет этому грубому взгляду описание психогенезиса религиозных чувств и представлений. Наклонность к религиозному творчеству коренится в природе человека, проистекая из присущего человеческому духу стремления к антропоморфизму. Не только дети и дикари, но и взрослые культурные люди обнаруживают стремление проецировать свои черты вовне. Религия есть важнейший вид такого антропоморфизма. Лучшие стороны своего «Я» — своих помыслов, чувств и желаний — люди издревле переводили в божественные реальности. Импульсом к этому одухотворению и обоготворению собственных идеалов в человечестве была всегдашняя резкая противоположность между тем, что есть, и тем, что должно быть. Религиозное творчество стремится устранить противоположность между желанием и достижением, которая всегда так мучительно ощущалась человеком. Боги — дети желания, продукты фантазии. Не Бог сотворил человека «по образу и подобию своему», а наоборот, человек сотворил богов. Человек в области религиозного творчества в воображении удовлетворяет стремление к счастью. Он познает им же самим созданных богов, как сверхчеловеческие сущности; но это противоположение божеского и человеческого основано на иллюзии. Тем не менее историческое значение религии было огромное, так как она воплощала в себе лучшие идеи и чувства человечества, объединяя в древнейший период все сферы знания, искусства и практической деятельности. В настоящее время ее роль сыграна. Мы познали научным путём ту метафизическую иллюзию, которая лежит в основе религиозного творчества; секрет религиозных явлений отгадан, идейная сторона религии утрачивает свой смысл существования/жизни. Эмоциональная её основа также теряет своё значение. Религиозная потребность проистекала из невозможности удовлетворить желаниям и идеалам; но по мере прогресса наук, искусств и социальных форм жизни эти идеалы мало-помалу осуществляются, и религия утрачивает то положительное значение, какое она имела в прошлом. Подобно тому, как теперь золотых дел мастер или поэт не нуждаются в покровительстве Гефеста или Аполлона, так, можно надеяться, человечество научится в будущем искусству быть счастливым и нравственным без содействия богов. — В религиозных воззрениях Ф. важна по своему историческому значению не метафизическая, а психологическая сторона. Атеистическая основа его религии человечества не представляла ничего нового, но нова и оригинальна психологическая попытка выяснить процесс естественного происхождения религиозных миросозерцаний, вовсе не связанная необходимо с выводами в духе догматического атеизма, к которым приходит Фейербах. Глубокие идеи Фейербаха в области психологии религии дали толчок плодотворным исследованиям по истории религии в трудах Штрауса, кн. С. Н. Трубецкого и др. С другой стороны, за ними последовал целый ряд этнографических исследований по первобытной религии (Леббока, Тайлора, Спенсера, Группе и др.). Наконец, они дали толчок новейшим психологическим работам в этой области, в которых более подробно исследуются факторы религиозного творчества (Гюйо, Маршалль, А. Ланге). Очень напоминают идеи Фейербаха мысли Lesbazeilles в его статье «Les bases psychologiques de la religion»; он только оттеняет роль коллективного внушения в эволюции мифов. Учение Авенариуса об «интроекции» (в его книге «Человеческое понятие о мире») и о том виде «тимематологической апперцепции», который он называет «антропоморфическим», также навеяны Фейербахом.
В своей статье «Карл Маркс и Лев Толстой» (1911) Г. В. Плеханов цитирует Фейербаха: «Религия, — говорит Фейербах, — есть бессознательное самосознание человека», Плеханов указывает далее: «Когда бессознательность исчезает, тогда вместе с нею пропадает вера в это начало, а в то же время и возможность существования религии. Если сам Фейербах не ясно понимал, до какой степени это неизбежно, то в этом состояла его ошибка, которая так хорошо разоблачена была Энгельсом».
«Гегелевская логика — это… превращенная в логику теология» (Фейербах Л. Основы философии будущего. М., 1936. С. 108).

## Цитаты
- «Сперва человек бессознательно и непроизвольно создает по своему образу Бога, а затем уже этот Бог сознательно и произвольно создает по своему образу человека» («Сущность христианства»)
- «Этими словами, господа, я заключаю свои лекции и желаю лишь, чтобы мне удалась та задача, которую я себе поставил в этих лекциях и которую я изложил ещё в самом начале курса, а именно — превратить вас из друзей бога в друзей человека, из верующих — в мыслителей, из молельщиков — в работников, из кандидатов потустороннего мира — в исследователей этого мира, из христиан, которые, согласно их собственному признанию и сознанию, являются „наполовину животными, наполовину ангелами“, — в людей, в цельных людей» («Сущность религии» или «Лекции о сущности религии»)
- «Чем ограниченнее кругозор человека, чем меньше он знаком с историей, природой и философией, тем искреннее его привязанность к своей религии»

## Сочинения
- «De ratione una, universali, infinita» (Эрл., 1828, pro venia legendi)
- «Gedanken ueber Tod und Unsterblichkeit» (1830)
- «Gesch. d. N. philos. von Bacon bis B. Spinosa» (1833)
- «Darstellung, Entwickelung und Kritik d. Leibnitzschen Philosophie» (1837)
- «P. Bayle» (1838)
- «Ueber Philosophie und Christenthum in Beziehung auf den der hegelschen Philosophie gemachten Vorwurf der Uncbristlichkeit» (1839)
- «Das Wesen des Christenthums»/«Сущность христианства»[нем.] (1841) (переводы на русский язык: П. Н. Рыбникова (Лондон, 1861), В. Д. Ульриха (СПб., 1906), Ю. М. Антоновского (1926))[7]
- „Vorläufige Thesen zur Reform der Philosophie“ (1842)
- „Grundsätze der Philosophie der Zukunft“/»Основы философии будущего" (1843)
- «Das Wesen der Religion»/«Сущность религии» (1845)
- Полное собрание сочинений в 10 томах вышло в 1846—66 гг.
- «К критике философии Гегеля». (1839)

на русском языке
- Избранные философские произведения. В 2 т. — М.: Госполитиздат, 1955.
- История философии. В 3 т. — М.:, Мысль 1974.
- Сочинения. В 2 т. — М.:, Наука 1995.

### Судьба сочинений
И. И. Лапшин писал в Энциклопедическом словаре Брокгауза и Ефрона:

Лишённый возможности при жизни излагать своё учение с университетской кафедры, Фейербах и после смерти подвергается систематическому замалчиванию со стороны представителей официальной науки. Литература о Фейербахе очень бедна. Наиболее ранняя монография, посвящённая философии Фейербаха, «Darstellung und Kritik der Philosophie L. Feuerbach’s» (1847), принадлежит Шаллеру. В 1874 году появилась книга Грюна «L. F. in seinem Briefwechsel und Nachlass sowie in seiner philos. Charakterentwicklung», заключающая в себе ценный сырой материал. В 1888 году вышло сочинение Энгельса «L. F. und der Ausgang der klassisch deutschen Philosophie». Интересна статья Wintzer’a в «Archiv für Syst. Philos.» 1892 г. по этике Фейербаха (с. 187). Более обстоятельные в философском отношении монографии — Штарке, «L. F.» (1885), и Bolin, «Ueber L. F.'s Briefwechsel und Nachlass» (1891). Курьёзно то, что Штарке — датчанин, а Болин — финн. В интересной статье Н. Н. Страхова («Борьба с Западом в русской литературе», 1883, т. 2) разбирается теория познания Фейербаха. Этические воззрения Фейербаха превосходно изложены Иодлем в «Истории этики» (т. II, 219—236, пер. под ред. В. С. Соловьёва). Ценные замечания о Фейербахе имеются в «Истории материализма» Ланге и в «Истории новейшей философии» Гёффдинга.